# Theißenegg

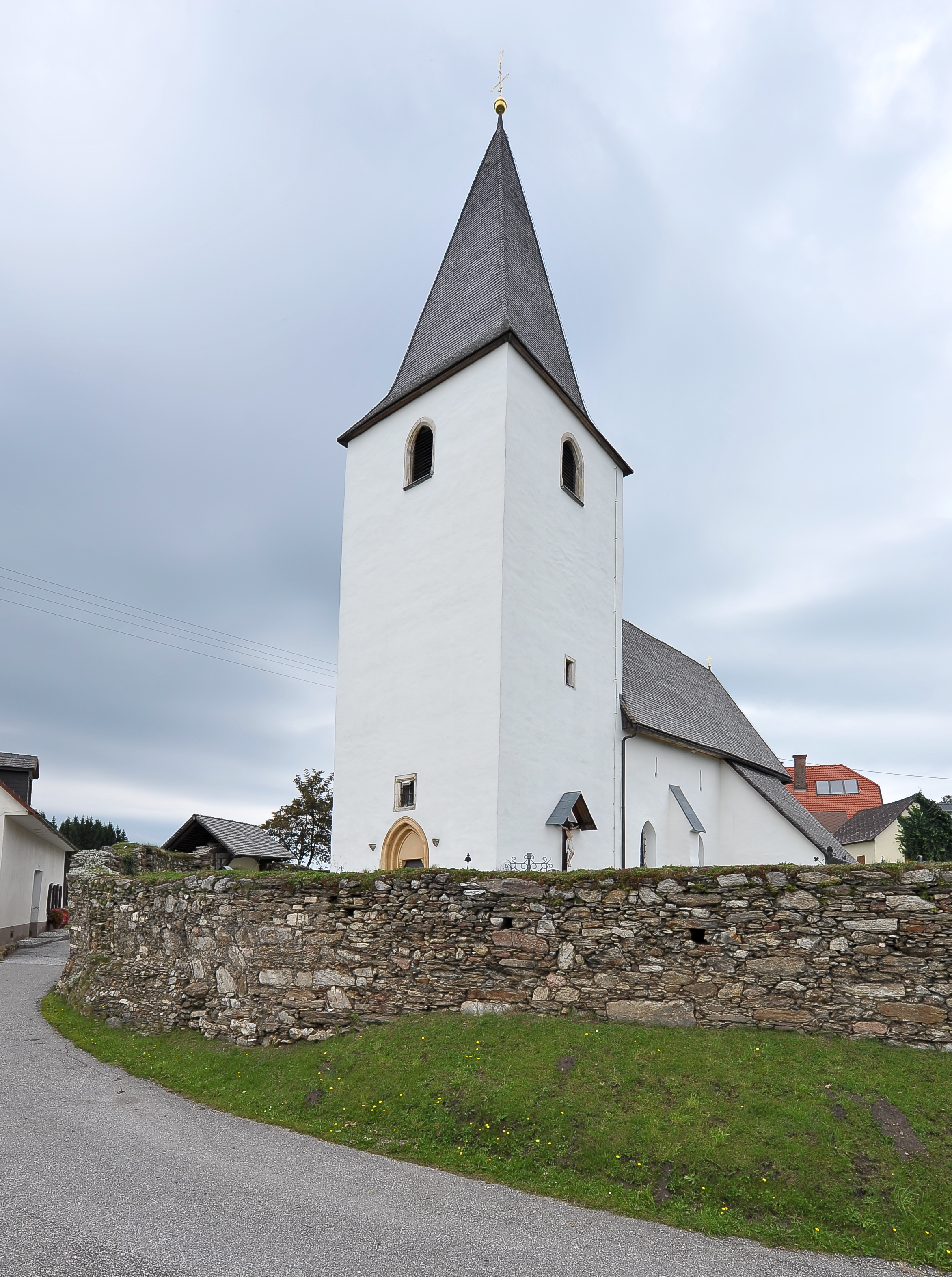
Die Pfarrkirche St. Magdalena

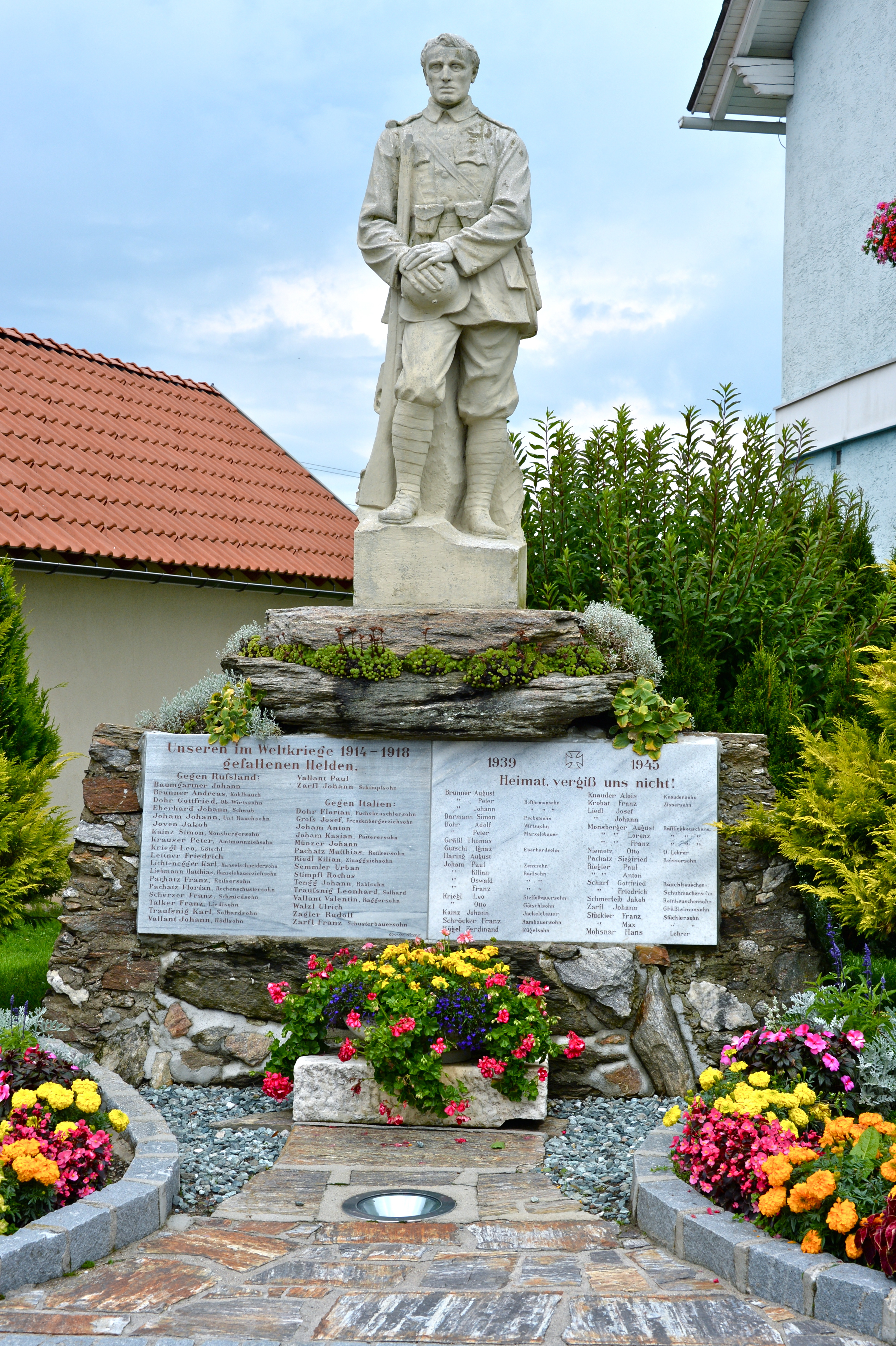
Das Kriegerdenkmal

Das Bergdorf Theißenegg gehört zur Stadtgemeinde Wolfsberg in Kärnten (Österreich) und liegt auf einer Seehöhe von 1121 m. Die Entfernung zum Stadtzentrum beträgt ca. 12 km.

## Geschichte
Theißenegg wurde im Jahre 1288 als Teisenich erstmals urkundlich erwähnt. Im Jahre 1347 wurde es als Tezenich oder 1464 Theisseneck, mundartlich Teiß(n)egg, bezeichnet. Der Name weist auf ein enges, schmales „Eck“ – einen Bergrücken – hin. Viele Anzeichen sprechen dafür, dass Theißenegg schon vor dem Jahr 1288 besiedelt war.
Die Kirche Theißeneggs, welche ursprünglich dem Heiligen Andreas geweiht war und seit 1754 der Heiligen Magdalena, wird gemeinsam mit dem Ort 1288 zum ersten Mal erwähnt. Dabei handelt es sich um eine mittelalterliche Tochterpfarre St. Mareins. Zur Pfarrkirche erhoben wurde sie noch vor 1464.
Die Türkeneinfälle in Kärnten zwischen 1473 und 1483 zogen auch die Gegend um Theißenegg in Mitleidenschaft. Die in dieser Zeit zur Wehrkirche ausgebaute Kirche hielt im Jahre 1480 dem Ansturm der Türken jedoch stand. Die Legende besagt, dass ein junger Bauernsohn den türkischen Heerführer mit einem Pfeil tödlich getroffen hatte, woraufhin die Türken abzogen. Als Dank wurde an dieser Stelle Mitte des 18. Jahrhunderts die Statue des Heiligen Albinus errichtet.
Während der Reformation breitete sich Mitte des 16. Jahrhunderts vom nahe gelegenen Schloss Waldenstein, vorangetrieben durch die dort herrschenden Ungnads, der Protestantismus im Lavanttal aus. Für einen Zeitraum von etwa 20 Jahren gab es keinen katholischen Seelsorger in der Pfarre Theißenegg mehr. Der Protestantismus wurde jedoch schon bald zurückgedrängt und spielte ab Ende des 17. Jahrhunderts keine Rolle mehr in der Region.
Die Matriken der Pfarre Theißenegg werden seit 1670 geführt. 1680 und 1715/1716 wütete in der Region die Pest, welche aus der Steiermark eingeschleppt worden war. 30 % der Bevölkerung fielen ihr zum Opfer. Als Dank für das Ende der Epidemie wurde am nördlichen Ende des Dorfes ein Pestkreuz errichtet.
Ab 1812 verfügte das Dorf über eine eigene Schule, die 1940 in das heutige Schulgebäude übersiedelte. Dieses musste allerdings 2008 wegen zu geringer Schülerzahl geschlossen werden und dient heute als Vereinshaus der örtlichen Singgemeinschaft, des Kameradschaftsbunds und der Trachtenkapelle.
Im Jahre 1849 entstand im Zuge der Gründung politischer Gemeinden die Gemeinde Waldenstein-Theißenegg. Im Zuge der Gemeindestrukturreform 1973 wurde sie in die Stadtgemeinde Wolfsberg eingegliedert.
Im Ersten Weltkrieg hatte Theißenegg 35 Gefallene zu beklagen. Für diese wurde 1921 am Dorfplatz ein Kriegerdenkmal mit einer Gedenktafel errichtet. Nach dem Zweiten Weltkrieg, in dem 36 Theißenegger fielen, wurde 1950 eine zweite Gedenktafel hinzugefügt.
Im Jahr 2000 wurde Theißenegg als schönstes Blumendorf Kärntens und im Jahr darauf als schönstes Blumendorf Österreichs ausgezeichnet. Bei der Entente Florale Europe wurde Theißenegg 2001 mit Silber ausgezeichnet und kann sich somit „Europablumendorf“ nennen.

## Kultur und Sehenswürdigkeiten
siehe auch Liste der denkmalgeschützten Objekte in Wolfsberg (Kärnten)
- Katholische Pfarrkirche Theißenegg hl. Magdalena und Friedhof, ehemalige Wehrkirchenanlage
- Figurenbildstock hl. Bischof Albinus
- Volksschule

## Söhne und Töchter von Theißenegg
- August Eberhard (1941–2016), Politiker (ÖVP)